# Konwencja o Statusie Prawnym Morza Kaspijskiego
Konwencja o Statusie Prawnym Morza Kaspijskiego – konwencja podpisana 12 sierpnia 2018 w Aktau (Kazachstan) podczas V Szczytu Kaspijskiego.

## Sygnatariusze

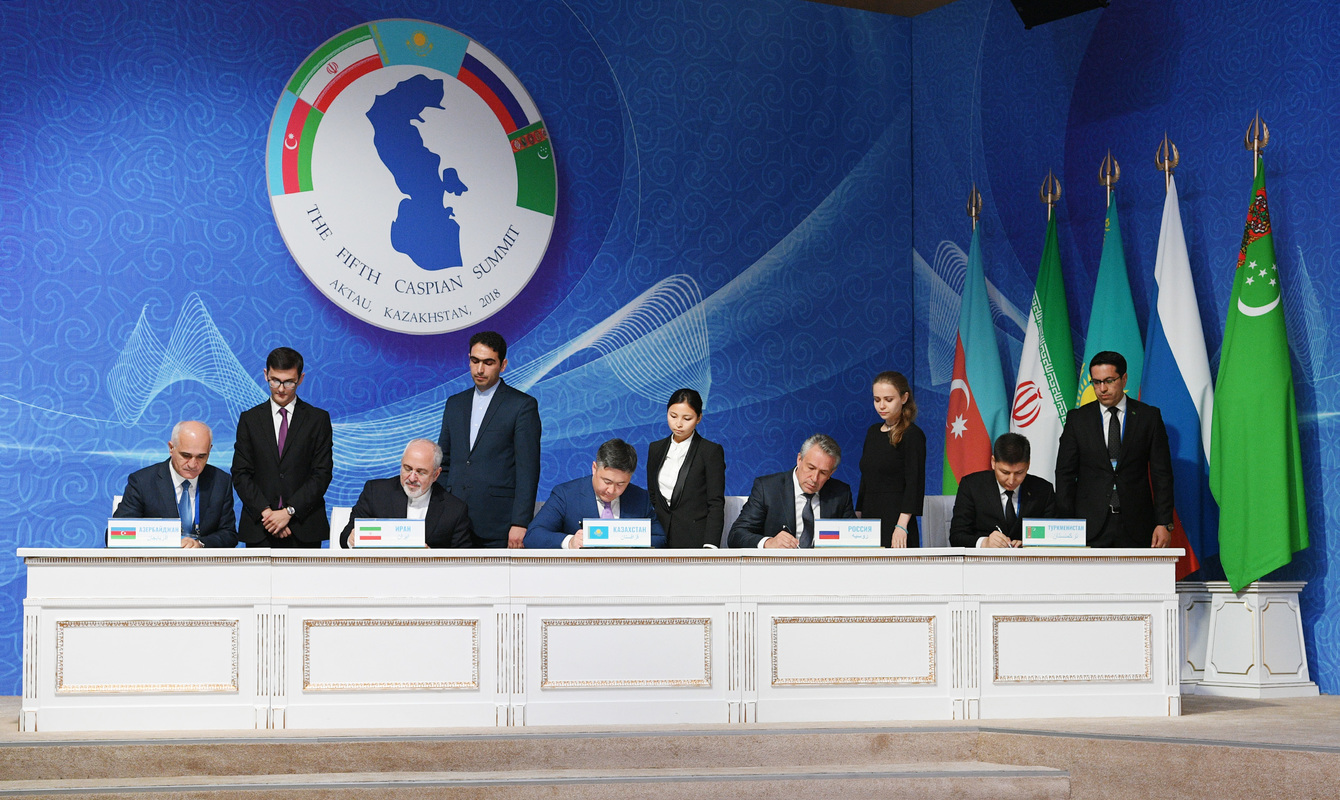
Sygnatariusze podpisujący konwencję

Konwencję podpisali przedstawiciele wszystkich państw mających dostęp do Morza Kaspijskiego, tj.:
- İlham Əliyev (Azerbejdżan),
- Hasan Rouhani (Iran),
- Nursułtan Nazarbajew (Kazachstan),
- Władimir Putin (Rosja),
- Gurbanguly Berdimuhamedow (Turkmenistan)[4].

## Regulacje

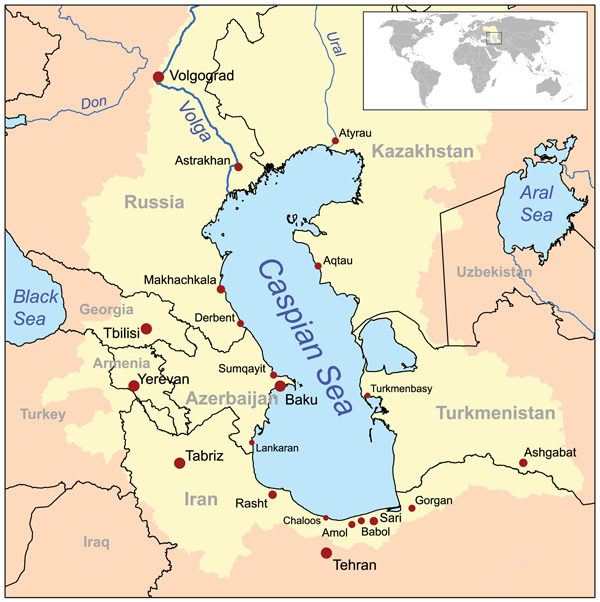
Państwa nadkaspijskie

Nad dokumentem pracowano od 1996 (jedną z zasadniczych przeszkód w przyjęciu aktu były różnice w obszarze podziału oraz eksploatacji dna i wód, a także definicja czy jest to morze, gdzie wyznacza się strefy eksploatacji zgodnie z zapisami Konwencji Narodów Zjednoczonych o prawie morza z 1982, czy też jezioro, gdzie każdemu przybrzeżnemu państwu przynależy równa część). Uznano w konwencji, że w świetle prawa międzynarodowego Morze Kaspijskie to zamknięty akwen o specjalnym statusie prawnym – nie jest ani morzem, ani jeziorem. Większość wód pozostać ma we wspólnym użytkowaniu. Nie dotyczy to wód wewnętrznych, 15-milowej strefy wód terytorialnych oraz 10-milowej strefy rybołówstwa. Dno akwenu i zasoby naturalne przydzielono poszczególnym krajom nadbrzeżnym sektorowo, tak jak czyni się to w przypadku jezior. Zdefiniowano zasadę, że głównym czynnikiem kształtującym wielkość tych stref jest linia brzegowa danego państwa, co początkowo oprotestował Iran, dysponujący najkrótszą linią (domagał się on 20% akwenu). O lokalizacji podwodnych gazociągów i ropociągów decydować będą państwa, do których należą poszczególne sektory denne. Pozostałe kraje mogą takie projekty oprotestowywać na podstawie zapisów dotyczących ochrony przyrody. Państwa nadbrzeżne mają wspólnie regulować zagadnienia związane między innymi z żeglugą, badaniami geologicznymi i ochroną środowiska.
Konwencję podpisano po ogłoszeniu przez Stany Zjednoczone sankcji względem Iranu i Rosji. Z punktu widzenia Rosjan dokument potwierdził ich dominację w regionie, przede wszystkim z uwagi na zakaz obecności w akwenie sił zbrojnych państw, które nie są stronami konwencji. Eliminowało to amerykańskie, bądź chińskie plany w tym zakresie. Okręty i statki korzystające z akwenu mogą w myśl konwencji pływać tylko pod banderami państw nadkaspijskich. Tylko te państwa mogą budować morskie porty wojenne nad wodami kaspijskimi. Na porozumieniu najbardziej stracił Iran, który przystał na niekorzystny procentowo dla tego kraju podział akwenu. Będzie on wiele kwestii załatwiał bilateralnie z Azerbejdżanem.
Podpisanie konwencji nie eliminuje ostatecznie problemów w regionie. Może je generować interpretacja dokumentu, który nie rozstrzyga jednoznacznie morskiego statusu akwenu.
Poprzednimi dokumentami w sprawie były regulacje z lat 1921 oraz 1940 zawarte pomiędzy Rosją, czy ZSRR i Persją, czy Iranem. Regulacje te zdezaktualizowały się po rozpadzie ZSRR.